# Spergularia canadensis
Spergularia canadensis — вид трав'янистих рослин родини Гвоздичні (Caryophyllaceae).

## Опис
Рослини однорічні, від делікатних до міцних, 3–25 см, голі або залозисті всі або тільки в суцвіттях. Стрижневий корінь тонкий. Стебла від розпростертих чи лежачих до піднятих, як правило, розгалужені проксимально, основний стовбур зазвичай 0.4–1.8 мм діаметром. Листя: прилистки непомітні, тьмяно-білі, широко трикутні, 1–2.8 мм, верхівка від тупої до гострої; листова пластина лінійна, 1.5–4.5 см, м'ясиста, вершина ± тупа. 
Суцвіття від простих до складних, або квіти одиничні й пахвові. Квітки: чашолистки від яйцеподібних до еліптично-довгастих, 2.2–3.5 мм, до 4.3–4.5 мм у плодах, поля в ширині 0.2–0.5 мм, вершина від гострої до округлої; пелюстки білі або рожеві, вузько яйцюваті, в 0.9–1 рази більше, ніж чашолистки; тичинки 2–4. Капсули зеленуваті, 3.5–5.3 мм, в 1.2–2 рази довше, ніж чашолистки. Насіння червонувато-коричневе, широко яйцювате, стиснуте, 0.9–1.4 мм, блискуче, ± гладке; крила відсутні або часто білуваті, шириною 0.2–0.3 мм, поля неправильні.

## Поширення
Північна Америка: Ґренландія, Канада, США, Сен-П'єр і Мікелон.
Населяє прибережні солоні болота, солонисті річки, вологий пляжний пісок, порушені болотисті ділянки; 0–50 м.